# Карцов, Иван Петрович
Иван Петрович Карцов (1769 — 4 мая 1834, Санкт-Петербург) — контр-адмирал российского императорского флота. Первый командир Гвардейского флотского экипажа (16.02.1810-27.01.1825). Участник русско-шведских войн 1788—1790 годов и 1808—1809 годов, Отечественной войны 1812 года, войны шестой коалиции, русско-турецкой войны 1828—1829 годов.

## Происхождение
Родился в 1769 году в семье из дворянского рода Псковской губернии. Вероисповедание: православие.

## Служба
1 мая 1786 года Иван Петрович поступил в Морской шляхетский кадетский корпус. 25 октября 1787 года зачислен гардемарином на морскую службу Балтийского флота с назначением на фрегат «Гектор». 25 октября 1787 года произведён в гардемарины.
С 15 мая 1788 года произведён в мичманы. Продолжил службу на линейном корабле «Память Евстафия», с которым принял участие в русско-шведской войне в Гогландском и Эландском сражениях. Далее переведён на гребной фрегат «Мария», на котором отличился в Красногорском и Выборгском сражениях. Во время второго Роченсальмского сражения получил пулевое ранение в правое плечо и попал в плен к шведам. Из плена вернулся в Кронштадт в сентябре 1790 года, после подписания мирного договора со Швецией.
1 января 1792 года произведён в лейтенанты, с назначением на должность командира шхуны «Скорая», на следующий год переведён на фрегат «Святой Павел».
На фрегате «Александр» в 1798 году совершил поход в Англию, а в 1799 году, в составе эскадры вице-адмирала Михаила Кондратьевича Макарова совместно с эскадрой английского адмирала Дункана, участвовал в экспедиции в Северную Голландию для высадки десанта.
11 марта 1800 года произведён в чин капитан-лейтенанта, назначен старшим офицером линейного корабля «Святой Михаил». С 15 апреля по 24 мая на корабле в составе отряда выходил в крейсерство к Мессинскому проливу. 30 мая отряд пришел в Корфу, где присоединился к эскадре Ф. Ф. Ушакова. 26 октября эскадра вернулась в Севастополь.
26 ноября 1803 года за 18 морских кампаний награждён Орденом Святого Георгия 4-й степени № 1539.
В 1804 году Иван Петрович назначен командиром учебного фрегата «Малый». В 1805 году перевёл фрегат из Санкт-Петербурга в Кронштадт.
В 1806 году назначен командиром придворной яхты «Церера».
Во время русско-шведской войны 1808—1809 годов командовал бригантиной «Паллада», отвечая за сторожевое охранение побережья от Выборга до Свеаборга и Або.

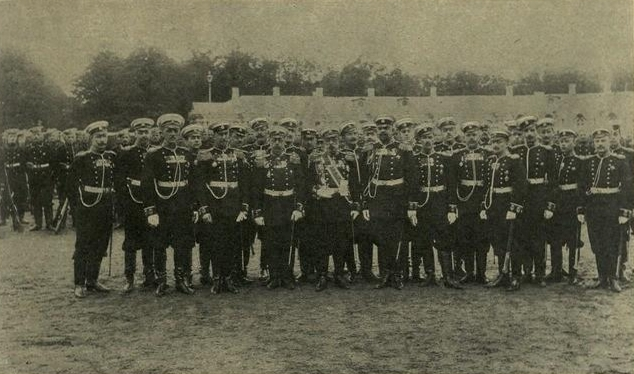
Офицеры Гвардейского экипажа перед парадом в Царском селе, 10 мая 1910 года

16 февраля 1810 года Иван Петрович возглавил вновь сформированный Гвардейский флотский экипаж. В состав экипажа вошли: четыре боевые роты (по 100 моряков в каждой), артиллерийское отделение с двумя полевыми орудиями, транспортная рота и оркестр (общая численность — 434 человека). 1 марта 1810 года Карцов возведён в чин капитана 2-го ранга, и в дополнение назначен командующим всеми придворными яхтами и судами, команда состояла из придворных гребцов (116 человек), моряков яхт (84 человека), морской команды Кронштадта (84 человека), отряда моряков Черноморского флота (30 человек) и моряков прочих морских команд (99 человек).
2 марта 1812 года выступил с Гвардейским флотским экипажем из Санкт-Петербурга в Вильно. С началом кампании 1812 года экипаж перечислен в состав 1-й Западной армии как инженерно-понтонная часть. В составе экипажа сражался при Островно, Смоленске, Бородино, Малоярославце и Березине. За отличие в Бородинском сражении Карцов награждён орденом Святой Анны 2-й степени.
В ходе войны шестой коалиции 1813—1814 годов Иван Петрович 3 января 1813 года с экипажем перешёл по льду реки Неман и действовал в авангарде российских войск. 15 февраля 1813 года (по другим данным 16 марта 1813 года) произведён в чин капитана 1-го ранга. С Гвардейским экипажем 20—21 мая участвовал в Бауценском сражении, в ходе которого, несмотря на шквальный огонь французов, разрушил мосты через реку Шпрее и у Креквицких высот. Далее 29—30 августа участвовал в Кульмском сражении, за что был награждён орденом Святого Владимира 3-й степени и прусским Кульмским крестом. 16—19 октября участвовал в битве при Лейпциге, затем при Ножане. За время компании 1813—1814 годов устроил переправы через реки Западную Двину, Днепр, Неман, Вислу, Одер, Эльбу, Рейн. Устроил аппарели и натяжные вороты для подъёма артиллерии на Монмартр и навёл мосты через Сену, что позволило взять Париж. 30 марта 1814 года Иван Петрович во главе Гвардейского флотского экипажа вступил в Париж. Далее экипаж был передислоцирован в Гавр, откуда в июне — июле 1814 года на борту фрегата «Архипелаг» возвратился в Санкт-Петербург (по другим данным в Кронштадт). За кампанию 1814 года И. П. Карцов был награждён золотой шпагой «За храбрость».
18 августа 1814 года произведён в капитан-командоры. 30 августа 1818 года произведён в контр-адмиралы.
27 января 1825 года освобождён от обязанностей командира Гвардейского флотского экипажа и назначен начальником гребной флотилии Черноморского флота.
В ходе русско-турецкой войны 1828—1829 годов командовал отрядом канонерских лодок на Дунае. С моряками отряда принял участие в осадах крепостей Браилова, Силистрии, Рущука и Варны. Далее назначен командиром императорского фрегата «Штандарт».
17 декабря 1830 года Иван Петрович вышел в отставку «по болезни».
Скончался Иван Петрович в Санкт-Петербурге 4 мая 1834 года, в возрасте 65 лет. Похоронен на Свято-Троицкой Сергиевой Приморской мужской пустыни.

## Награды
- Орден Святого Георгия 4-го степени (26.11.1803) за 18 морских кампаний
- Орден Святой Анны 2-го степени за кампании 1812 года
- Алмазные знаки к ордену Святой Анны 2-й степени (14.06.1813) за понесенные труды и участия в боях[7]
- Орден Святого Владимира 3-го степени (05.08.1814) за Кульмское сражение
- Крест за Кульм за Кульмское сражение
- Золотая шпага «За храбрость» за кампанию 1814 года
- Медаль «За взятие Парижа»
- Орден Святой Анны 1-го степени (12.01.1822)
- Орден Святого Владимира 2-го степени
- Прусский орден «За заслуги» (Pour le Merite)
- Австрийский орден Леопольда
- Серебряная медаль «В память Отечественной войны 1812 года»

## Семья
Жена — Анна Ивановна, урождённая Степанова (1792—1847)
- Дочь — Анна (1811 — 28.07.1876, СПб) прозаик и переводчица, в 1818 году вышла замуж за генерал-майора Алексея Петровича Бибикова
  - Внук — Пётр Алексеевич Бибиков (1831—1887)

## Память
- Портрет адмирала, написанный в 1826—1830 годах неизвестным художником, является достоянием Центрального военно-морского музея[2].
- В честь Ивана Петровича назван десантный катер.